# Mairead Corrigan
Mairead Corrigan, född 27 januari 1944 i Belfast, är en nordirländsk nobelpristagare. År 1976 erhöll hon Nobels fredspris med Betty Williams för sitt arbete för fred på Nordirland. Vid 33 års ålder blev Corrigan den dåtilldags yngsta fredspristagaren. Hon var en av grundarna av fredsorganisationen Community of Peace People. Hon är katolik.
Organisationen grundades sedan Corrigan blivit vittne till hur tre barn, till vilka Corrigan var moster, blev ihjälkörda i samband med en skottlossning i Belfast. Till följd av händelsen begick barnens mor, Corrigans syster, självmord. Corrigan gifte sig senare med änkemannen. Community of Peace People förlorade mycket av sitt folkliga stöd under slutet av 1970-talet. Tillsammans med fem andra fredspristagare grundade Corrigan 2006 organisationen Nobel Women's Initiative.
Hon har också engagerat sig emot abort, i organisationen Consistent Life Ethic. På senare år har hon tagit ställning mot Barack Obama och Israels agerande i Israel–Palestina-konflikten. Under sin yrkesverksamma tid arbetade Corrigan på bryggeriet Arthur Guinness & Co.
Hennes mor var hemmafru, fadern fönsterputsare.